# نحاتيات
النحاتيات (الاسم العلمي: Glypheoidea) (التي تحتوي على جراديات البحر النحاتة)، هي مجموعة من القشريات التي تشبه جراد البحر والتي تشكل جزءًا مهمًا من الحيوانات الأحفورية، مثل موقع الحجر الكلسي سولنهوفن (موقع في ألمانيا يضم عدد من الحيوانات المتحجرة). تضمنت هذه المستحثات أصنافًا مثل جراد البحر النحات (التي أخذت منها المجموعة اسمها)، و طويل اليد (Mecochirus)، في الغالب مع امتداد (غالبًا نصف مخلب). تعد هذه المجموعة من عشاري الأرجل مثالًا جيدًا على الأحفورة الحية، أو تصنيف لازاروس ، حيث كان يُنظر إلى المجموعة، حتى اكتشافها في سبعينيات القرن الماضي، على أنها مجموعة منقرضة من العصر الأيوسيني. تتكون الفصيلة العليا النحاتيات من خمس فصائل. كلا النوعين الموجودين (الحي)، Neoglyphea inopinata و Laurentaeglyphea neocaledonica، كلاهما في النحاتيات.